# هوس الشراب

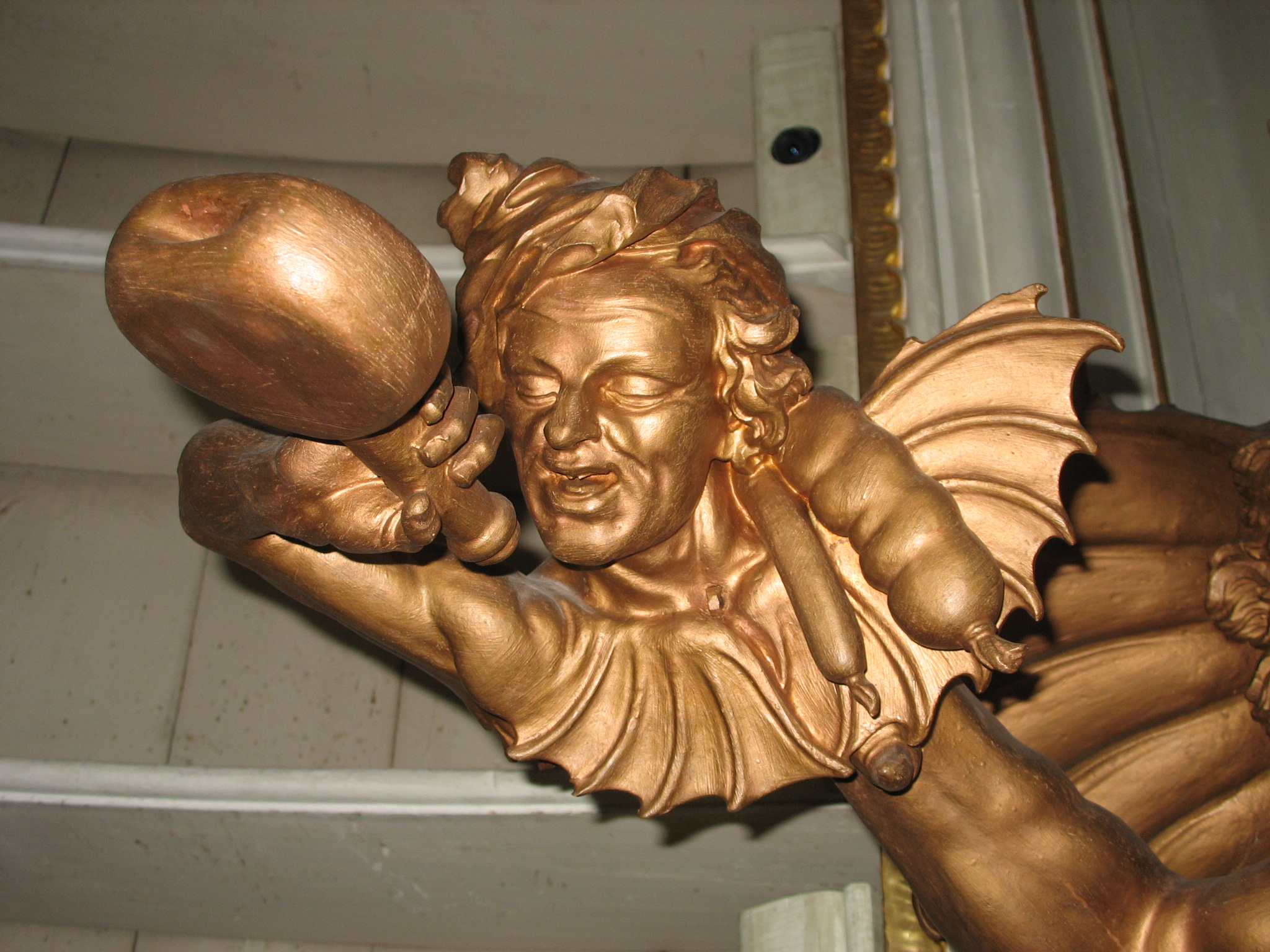

الكُحال أو الولع بالمشروبات أو هوس الشراب أو هوس الكحوليات (بالإنجليزية: Dipsomania)‏ هو مصطلح تاريخي كان يستخدم للتعبير عن حالة طبية تتضمن اللهفة غير المسيطر عليها نحو المشروبات الكحولية. كان مصطلح هوس الشرب شائع الاستخدام في القرن التاسع عشر للإشارة إلى أمراض متعلقة بالكحول والتي يعرف أكثرها حاليا بالكحولية.
ما تزال المراجعة العاشرة للتصنيف الدولي للأمراض تدرج مصطلح هوس الشراب كوصف مرادف لمتلازمة الاعتماد على المسكرات.

## التاريخ
يعد الطبيب الألماني كريستوف فيلهلم هوفيلاند أول من ابتكر مصطلح هوس الشراب في عام 1819، حيث أن كلمة Trunksucht (من اللغة الألمانية والتي تعني إدمان الكحول) والتي وردت في كتاب لطبيب ألماني روسي اسمه فون برول كرامر Dipsomania أو هوس الشراب.